# Wereldkampioenschappen boksen 1982
De wereldkampioenschappen boksen 1982 vonden plaats van 4 tot en met 15 mei 1982 in München, West-Duitsland. Het onder auspiciën van  AIBA georganiseerde toernooi was de derde editie van de Wereldkampioenschappen boksen voor mannen, waarbij 271 boksers uit 45 landen streden om de medailles in twaalf gewichtsklassen.

## Medailles
| Gewichtsklasse                | Goud                | Zilver                 | Brons                               |
| ----------------------------- | ------------------- | ---------------------- | ----------------------------------- |
| Lichtvlieggewicht (– 48 kg)   | Ismail Mustafov     | Go Yong-Hwan           | Huh Yong-Mo Dietmar Geilich         |
| Vlieggewicht (– 51 kg)        | Joeri Aleksandrov   | Michael Collins        | Jesús Pool Constantin Titoiu        |
| Bantamgewicht (– 54 kg)       | Floyd Favors        | Viktor Mirosjnitsjenko | Sami Buzoli Klaus-Dieter Kirchstein |
| Vedergewicht (– 57 kg)        | Adolfo Horta        | Rawsalyn Otgonbayar    | Richard Nowakowski Bernard Gray     |
| Lichtgewicht (– 60 kg)        | Ángel Herrera       | Pernell Whitaker       | Viorel Ioana Milivoj Labudović      |
| Halfweltergewicht (– 63,5 kg) | Carlos García       | Kim Dong-Kil           | Mirko Puzović Shadrah Odhiambo      |
| Weltergewicht (– 67 kg)       | Mark Breland        | Serik Konakbajev       | Manfred Zielonka Roland Omoruyi     |
| Halfmiddengewicht (– 71 kg)   | Aleksandr Kosjkin   | Armando Martínez       | Tom Corr Mikhail Takov              |
| Middengewicht (– 75 kg)       | Bernardo Comas      | Tarmo Uusivirta        | Iran Barkley Pedro van Raamsdonk    |
| Halfzwaargewicht (– 81 kg)    | Pablo Romero        | Paweł Skrzecz          | Vladimir Sjin Pero Tadić            |
| Zwaargewicht (+ 91 kg)        | Aleksandr Jagoebkin | Jürgen Fanghänel       | Grzegorz Skrzecz Hermenegildo Baez  |
| Superzwaargewicht (+ 91 kg)   | Tyrell Biggs        | Francesco Damiani      | Peter Hussing Petar Stoymenov       |

## Medaillespiegel
| Plaats | Land                           | Goud | Zilver | Brons | Totaal |
| 1      | Cuba                           | 5    | 1      | 1     | 7      |
| 2      | Verenigde Staten               | 3    | 2      | 2     | 7      |
| 3      | Sovjet-Unie                    | 3    | 2      | 1     | 6      |
| 4      | Bulgarije                      | 1    | 0      | 2     | 3      |
| 5      | Duitse Democratische Republiek | 0    | 1      | 3     | 4      |
| 6      | Zuid-Korea                     | 0    | 1      | 1     | 2      |
| 6      | Polen                          | 0    | 1      | 1     | 2      |
| 8      | Noord-Korea                    | 0    | 1      | 0     | 1      |
| 8      | Finland                        | 0    | 1      | 0     | 1      |
| 8      | Italië                         | 0    | 1      | 0     | 1      |
| 8      | Mongolië                       | 0    | 1      | 0     | 1      |
| 12     | Joegoslavië                    | 0    | 0      | 4     | 4      |
| 13     | Bondsrepubliek Duitsland       | 0    | 0      | 2     | 2      |
| 13     | Roemenië                       | 0    | 0      | 2     | 2      |
| 15     | Ierland                        | 0    | 0      | 1     | 1      |
| 15     | Nigeria                        | 0    | 0      | 1     | 1      |
| 15     | Nederland                      | 0    | 0      | 1     | 1      |
| 15     | Zweden                         | 0    | 0      | 1     | 1      |
| 15     | Venezuela                      | 0    | 0      | 1     | 1      |
| Totaal | Totaal                         | 12   | 12     | 24    | 48     |